# Chionomys
Chionomys là một chi động vật có vú trong họ Cricetidae, bộ Gặm nhấm. Chi này được Miller miêu tả năm 1908. Loài điển hình của chi này là Arvicola nivalis Martins, 1842.

## Hình ảnh

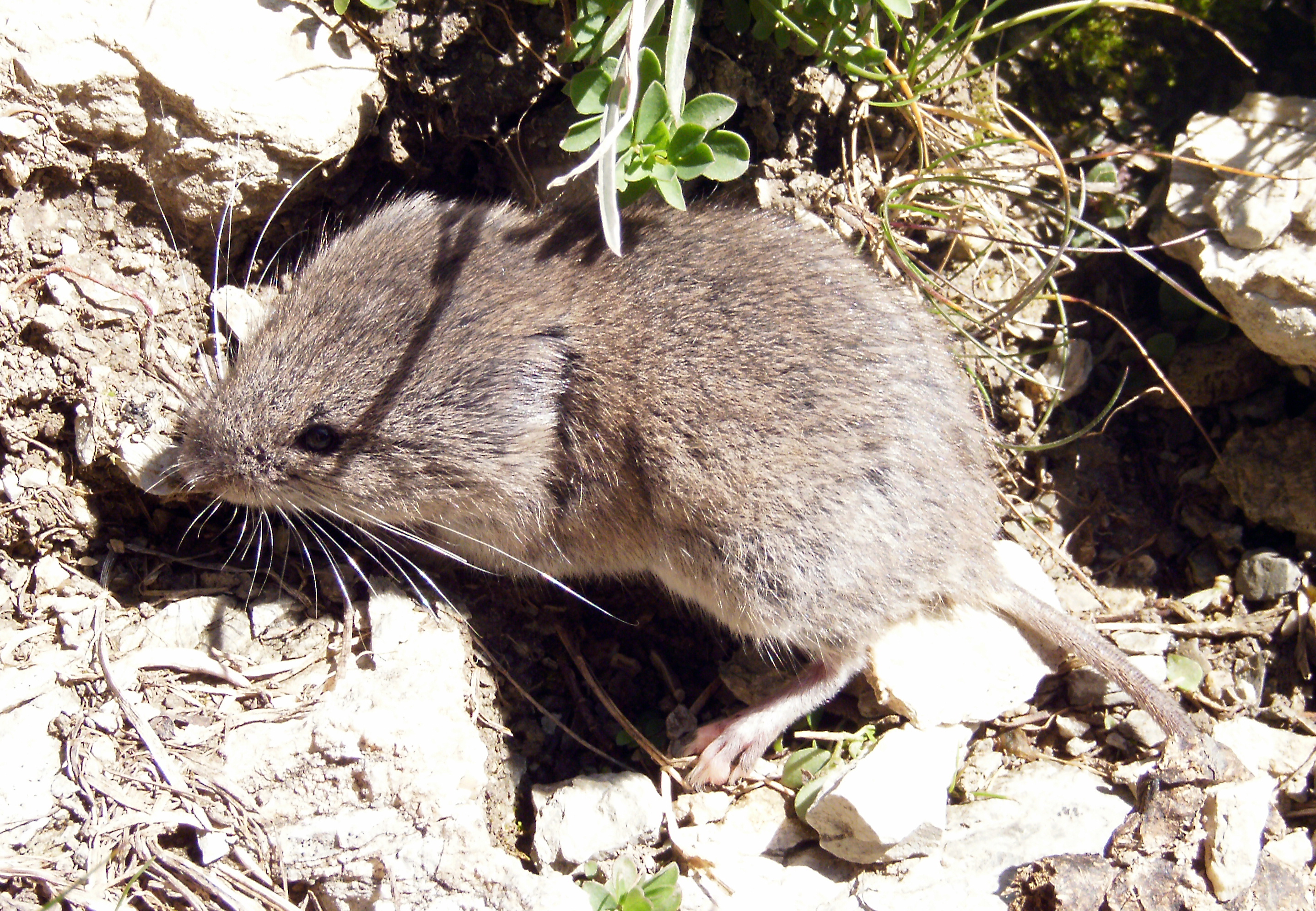

## Các loài
Chi này gồm các loài: